# Francesco Lismanini
Francesco Lismanini (* um 1504 auf Korfu; † April 1566 in Königsberg) war ein italienischer Reformator im Königreich Polen.

## Leben und Wirken
Lismanini wurde als Kind griechischer Eltern auf Korfu geboren, das damals zu Venedig gehörte. Er wuchs in Italien auf und kam 1515 ins polnische Krakau. Er trat 1525 in den Franziskanerorden ein und wurde 1538 dessen Provinzial. Wahrscheinlich studierte er Theologie in Padua, wo er 1540 doktorierte. Er ging 1545 als Hofprediger und Beichtvater zu Königin Bona Sforza nach Polen. Er gehörte in Krakau zum Humanistenkreis von Andreas Fricius Modrzewski, Bernhard Wojewodka, Andreas Trzecieski, Jakob Przyluski und Iwan Karninski, und er neigte bereits in dieser Zeit dem reformatorischen Denken und Glauben zu.
Auf Empfehlung des polnischen Königs Sigismund II. August ging Lismanini 1553 bis 1556 zur Bücherbeschaffung für dessen Bibliothek auf Europareise. Er besuchte zuerst Mähren, Padua, Mailand, Lyon und Paris. In der Schweiz war er in Genf und Zürich, wo er die Reformatoren Johannes Calvin, Heinrich Bullinger, Johannes Wolph, Rudolf Gwalther, Theodor Bibliander und Konrad Pellikan und italienische Prediger wie Bernardino Ochino und Lelio Sozzini kennenlernte. In Strassburg traf er mit Peter Martyr Vermigli, Girolamo Zanchi und Johannes Sturm zusammen. In Stuttgart führte er Gespräche mit Christoph von Württemberg, Pietro Paolo Vergerio und Johannes Brenz. Er kehrte verheiratet mit Claudia und als überzeugter Calvinist nach Polen heim.
Lismanini lebte ab 1556 in Pińczów, mit Gregor Pawel wirkte er als Reformator in Kleinpolen. Er versuchte zudem mit Johannes a Lasco die verschiedenen Strömungen im polnischen Protestantismus zu vereinen. Von Lasco wurde er aber lutherischer Neigungen verdächtigt und zunehmend verdrängt. Mit dem streitbaren Antitrinitarier Francesco Stancaro hatte er schwere Auseinandersetzungen, weshalb er auch das Buch Brevis Explicatio zur Dreieinigkeit schrieb. Seit 1557 liebäugelte er mit einem Dienst bei Herzog Albrecht von Preußen, und 1563 wurde er schließlich dessen Berater in Königsberg, wo er 1566 starb.

## Werke
Lismanini verteidigte in seinem Werk Brevis Explicatio, das 1565 in Königsberg gedruckt wurde, die heilige Dreieinigkeit. Er stellte sich dabei hinter die altkirchlichen Bekenntnisse wie das Apostolikum, Nicäno-Konstantinopolitanum und Athanasianum. Er zitierte teilweise ausführlich Kirchenväter wie Basilius der Grosse, Gregor von Nazianz, Augustinus und Thomas von Aquin, die alle die Trinität vertreten hatten. Er beschrieb aber auch den damals aktuellen antitrinitarischen Streit in Kleinpolen samt Briefen von Felix Cruciger 1555 und an Heinrich Bullinger 1561, Synodenprotokollen und dem Glaubensbekenntnis vom 20. August 1562 von Pinczow.
- Brevis Explicatio Doctrinae De Sanctissima Trinitate (deutsch: Kurze Erklärung der Lehre von der heiligen Dreieinigkeit), Königsberg 1565, gewidmet König Sigismund II. (Digitalisat in der Digitalen Bibliothek Mecklenburg-Vorpommern)